# 樺山遺跡
樺山遺跡（かばやまいせき）は、岩手県北上市稲瀬町大谷地・水越にある、縄文時代の遺跡である。1977年（昭和52年）7月14日に国の史跡に指定されている。

## 概要
樺山遺跡は、北上市街地の南方約7キロメートル、北上川の左岸に張り出した北上山地の麓に所在する縄文時代中期の遺跡である。1950年（昭和25年）に発見され、翌1956年（昭和26年）から1976年（昭和51年）まで数次にわたって発掘調査が実施されている。
遺跡は標高約80メートルと約100メートルの上下2段にわたっており、下段に配石遺構群（ストーンサークル）があり、上段は竪穴建物を持つ集落が営まれている。下段の配石遺構は径約1.2メートルの範囲に石を敷きつめ、一端に立石を設ける類を典型とし、合計32以上の存在が確認されているが、ほかに耕作によって破壊されたものがある。配石の中にしばしば石皿が入っており、立石に用いている例もある。また、配石の直下には土坑が設けられており、配石遺構が墓ではないかという推定がなされている。周辺から発見される縄文土器によって中期に属するものと判断され、特別史跡・大湯環状列石等の系統につながって行くものと考えられる。上段の集落跡は配石遺構と同時代に営まれており、台地の周縁に建物跡が集中している。また、中期末から後期初頭にかけても再び集落が営まれ、竪穴建物跡と甕棺が発見されている。
集落域と墓域と考えられる配石遺構群を含めて、1977年（昭和52年）に国の史跡に指定され、現在は歴史公園として整備されている。